# Hesston (Kansas)
Pour les articles homonymes, voir Hesston.
Hesston est une municipalité américaine située dans le comté de Harvey au Kansas.
Lors du recensement de 2010, sa population est de 3 709 habitants. La municipalité s'étend alors sur une superficie de 3,9 milles carrés (10,1 km2).
La ville est fondée par Abraham Hess. Son bureau de poste ouvre en 1887, lorsqu'il est déplacé depuis Elivon. Hesston devient un centre d'export de produits agricoles sur le Missouri Pacific Railroad.